# Krewerd
Krewerd (53° 21′ N, 6° 51′ L) é uma cidade dos Países Baixos, na província de Groninga. Krewerd pertence ao município de Delfzijl, e está situada a 24 km, a nordeste de Groningen.
A área de Krewerd, que também inclui as partes periféricas da cidade, bem como a zona rural circundante, tem uma população estimada em 100 habitantes.